# Сарајевска ружа
Сарајевска ружа је врста спомен-обележја у Сарајеву направљена од бетонског ожиљка узрокованог експлозијом минобацачке гранате која је касније напуњена црвеном смолом. Минобацачи који су пали на бетон током опсаде Сарајева створили су јединствену фрагментацију која изгледа готово цветно у аранжману, па су због тога названа ружама.
У целом граду има око 200 „ружа”, а обележене су на локацијама где су током опсаде Сарајева убијене најмање три особе.
Поред званичног обележавања „ружа” од стране Министарства за борачка питања Кантона Сарајево, неке од њих сами грађани обележавају или боје.

## Реконструкција
С обзиром да се ова спомен-обележја налазе на улицама, годинама су оштећена од стране пешака и возила, па је због тога урађено више реконструкција (2012, 2015. и 2018. године) ради очувања спомен обележја.
Сарајевска ружа која се налази на пијаци Маркале, где се догодио први масакр на Маркалама, била је прекривена стаклом, али ова врста заштите није била практична, па је планирано да се заштити конусом од 3,2 м са ЛЕД светлом на врху.